# Saltonacris peruviana
Saltonacris peruviana är en insektsart som beskrevs av Marius Descamps 1976. Saltonacris peruviana ingår i släktet Saltonacris och familjen gräshoppor. Inga underarter finns listade i Catalogue of Life.